# Polsterberger Hubhaus

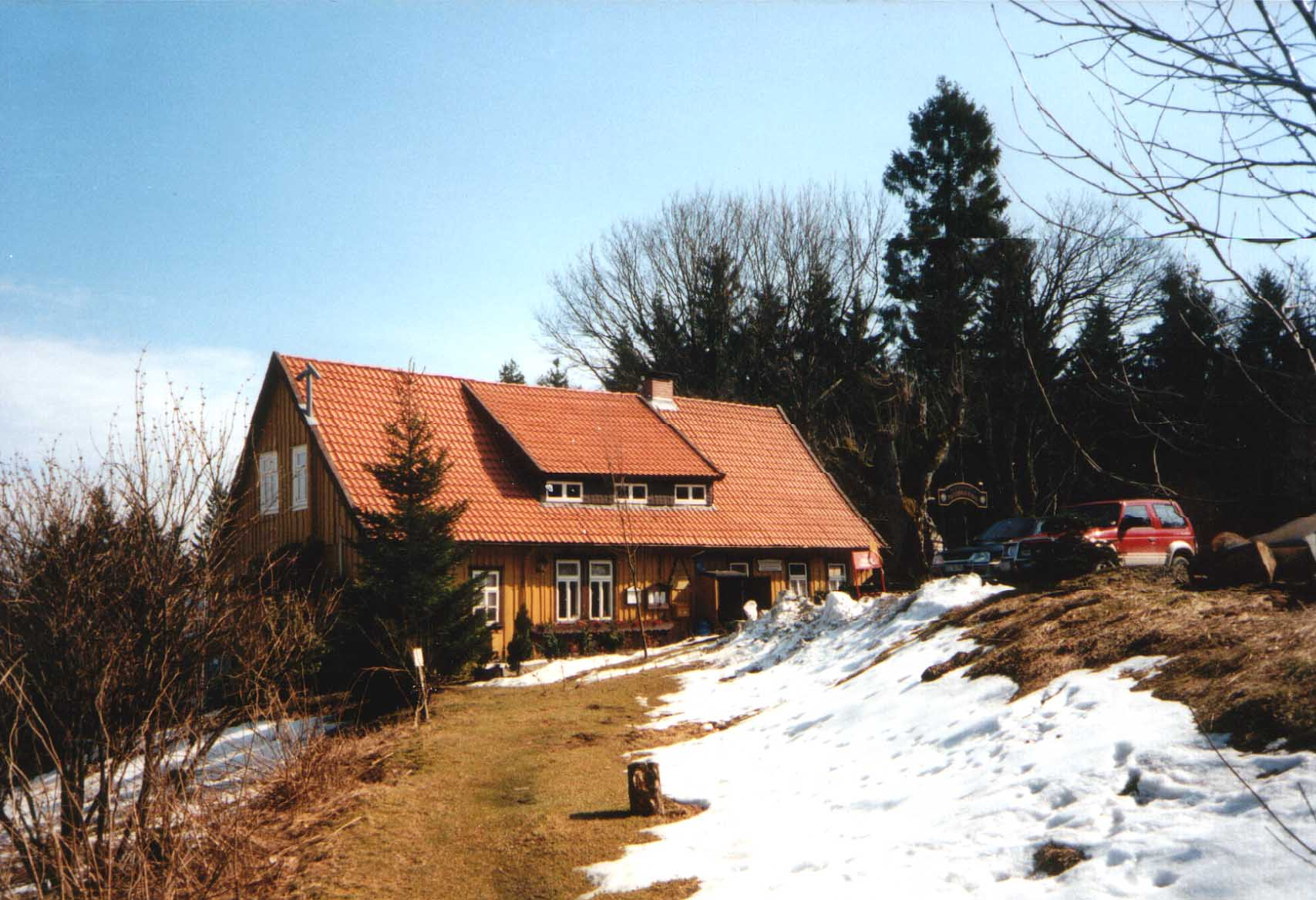
Das Polsterberger Hubhaus am Dammgraben

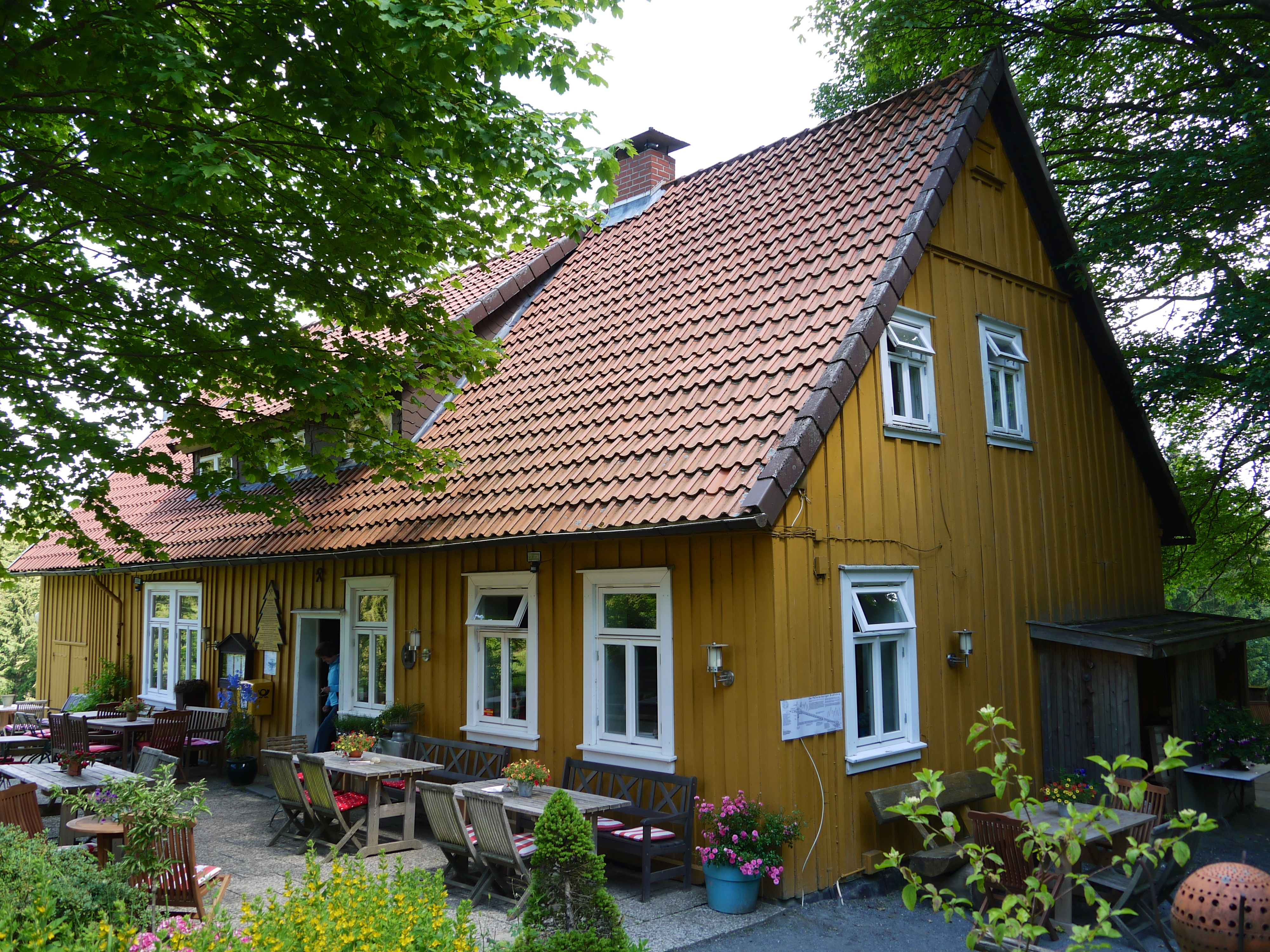
Das Polsterberger Hubhaus (Aufnahme 2014)

Das Polsterberger Hubhaus ist ein ehemaliges Pumpenhaus oberhalb des Dammgrabens im Oberharz, welches jetzt als Waldgaststätte genutzt wird.
Als Teil des Oberharzer Wasserregals wurde es im 18. Jahrhundert errichtet und diente dazu, das in Clausthal für den Oberharzer Bergbau benötigte Wasser des Dammgrabens auf das Niveau des höchsten Teiches, dem Hirschler Teich, zu heben. Ohne diese „Anhebung“ lieferte bzw. liefert der Dammgraben das Wasser über Gräben und Wasserläufe zu den Hausherzberger Teichen oder zum Unteren Pfauenteich. Das Problem war aber, dass ausgerechnet die ergiebigsten Silberbergwerke im Oberharzer Bergbau, die Grube Caroline und die Grube Dorothea auf höheren Niveau lagen und nur vom Hirschler Teich aus mit Kraftwasser versorgt werden konnten.
Die Antriebskraft für die hölzerne Hubpumpe wurde im Polstertal unterhalb durch zwei Kunsträder gewonnen. Das Aufschlagwasser für diese Kunsträder wurde über den Hellertaler Graben aus dem Hellertal sowie aus dem Fortuner Teich über dessen Grundgraben herangeführt, wobei aufgrund der Reibungsverluste und schlechten Wirkungsgrade sicherlich ein Vielfaches von Aufschlagwasser erforderlich war, um nur wenige Liter Dammgrabenwasser zu heben. Diese Kunsträder übertrugen die gewonnene Kraft über 260 m und 560 m lange Kunstgestänge aus Holz in das Hubhaus auf dem Polsterberg. Im Hubhaus wurde das Wasser des Dammgrabens 18 m empor gepumpt und in den Tränkegraben geleitet, durch den es dann entweder über den Hutthaler Graben und die Huttaler Widerwaage dem Hirschler Teich, oder über den Jägersbleeker Wasserlauf dem Jägersbleeker Teich zugeführt werden konnte. Das Polsterberger Hubhaus diente gleichzeitig als Dienstwohnung für den Hubmeister und den Grabenwärter sowie als Schankstube.
Anfang des 20. Jahrhunderts wurde die hölzerne Konstruktion durch eine elektrisch betriebene Pumpe ersetzt, die im Pumphaus am Graben noch im Original vorhanden ist. Das Gebäude steht heute unter Denkmalschutz. Es wird ausschließlich als Gaststätte betrieben und ist ein beliebtes Ziel für Wanderer aus Altenau und Clausthal-Zellerfeld. Wie auch das nah gelegene Sperberhaier Dammhaus liegt es an der Harzhochstraße, der Bundesstraße 242.